# يفغيني نيكيتين
يفغيني نيكيتين (بالروسية: Никитин, Евгений)‏ هو لاعب كرة قدم بيلاروسي في مركز الهجوم، ولد في 9 أبريل 1993 في Rechytsa ‏ في بيلاروس. شارك مع منتخب روسيا البيضاء تحت 19 سنة لكرة القدم ومنتخب بيلاروسيا تحت 21 سنة لكرة القدم. أما مع النوادي، فقد لعب مع دينامو مينسك.

## وصلات خارجية
- يفغيني نيكيتين على موقع قاعدة بيانات كرة القدم.إي يو (الإنجليزية)
- يفغيني نيكيتين على موقع Soccerway.com (الإنجليزية)
- يفغيني نيكيتين على موقع AS.com (الإسبانية)